# Tellervo albastola
Tellervo albastola är en fjärilsart som beskrevs av Sharp 1890. Tellervo albastola ingår i släktet Tellervo och familjen praktfjärilar. Inga underarter finns listade i Catalogue of Life.